# Marksistkaïa (métro de Moscou)
Marksistskaïa (en russe : Маркси́стская et en anglais : Marksistskaya) est une station de la ligne Kalininsko-Solntsevskaïa (ligne 8 jaune) du métro de Moscou, située sur le territoire de l'arrondissement Taganski dans le district administratif central de Moscou.

## Situation sur le réseau
Établie en souterrain, à 60 mètres sous le niveau du sol, la station Marksistskaïa est située au point 23+55 de la ligne Kalininsko-Solntsevskaïa (ligne 8 jaune), entre les stations Plochtchad Ilitcha (en direction de Novokossino), et Tretiakovskaïa (en direction de Tretiakovskaïa).